# Callithea sapphira
Callithea sapphira är en fjärilsart som beskrevs av Jacob Hübner 1806/16. Callithea sapphira ingår i släktet Callithea och familjen praktfjärilar. Inga underarter finns listade i Catalogue of Life.